# Phalacrus corruscus
Phalacrus corruscus är en skalbaggsart som först beskrevs av Georg Wolfgang Franz Panzer 1797.  Phalacrus corruscus ingår i släktet Phalacrus, och familjen sotsvampbaggar. Enligt den finländska rödlistan är arten nationellt utdöd i Finland. Arten är reproducerande i Sverige. Artens livsmiljö är fuktiga gräsmarker, dikesrenar.